# 氨基环丙烷羧酸氧化酶
氨基环丙烷羧酸氧化酶（EC 1.14.17.4）是一种酶，它可催化以下化学反应：
1-氨基环丙烷-1-羧酸 + 抗坏血酸 + O2 {\displaystyle \rightleftharpoons } 乙烯 + 氰化物 + 脱氢抗坏血酸 + CO2 + 2 H2O
该酶的3种底物是1-氨基环丙烷-1-羧酸（ACC）、抗坏血酸和氧气，而其5种产物是乙烯、氰化物、脱氢抗坏血酸、二氧化碳和水。
该酶属于氧化还原酶家族，特别是那些作用于配对供体的酶，以氧气作为氧化剂并掺入或还原氧。掺入的氧不需要源自以还原的抗坏血酸作为一种供体的氧气 ，并将一个氧原子掺入另一种供体中。该酶类的系统名称是1-氨基环丙烷-1-羧酸加氧酶 (乙烯形成)。常用的其他名称包括ACC氧化酶和乙烯形成酶。

## 结构研究
截至2007年底，此类酶的两个结构已被解析，并具有PDB登录代码1W9Y和1WA6.

## 反应机制
机理和结构研究支持ACC和氧与位于ACC氧化酶活性位点的铁中心结合。据信，结合的ACC的开环导致乙烯与不稳定的中间体氰基甲酸根离子一起消除，然后氰基甲酸根离子分解为氰离子和二氧化碳。氰离子是已知的含铁酶的失活剂，但氰基甲酸根离子中间体被认为在将潜在有毒的氰化物带离ACC氧化酶的活性位点方面发挥着至关重要的作用。最近在浓缩介质中发现氰基甲酸盐是具有弱碳-碳键的四苯基鏻盐。